# IC 3518
IC 3518 ist eine Zwerggalaxie vom Hubble-Typ dIm im Sternbild Jungfrau nördlich der Ekliptik. Sie ist schätzungsweise 62 Millionen Lichtjahre von der Milchstraße entfernt.
Das Objekt wurde am 10. Mai 1904 vom Astronomen Royal Harwood Frost entdeckt.